# 萨拉普
萨拉普（Salap），是印度西孟加拉邦Haora县的一个城镇。总人口11759（2001年）。

## 人口
该地2001年总人口11759人，其中男性6057人，女性5702人；0—6岁人口1271人，其中男668人，女603人；识字率74.78%，其中男性为79.86%，女性为69.38%。